# Сокілка

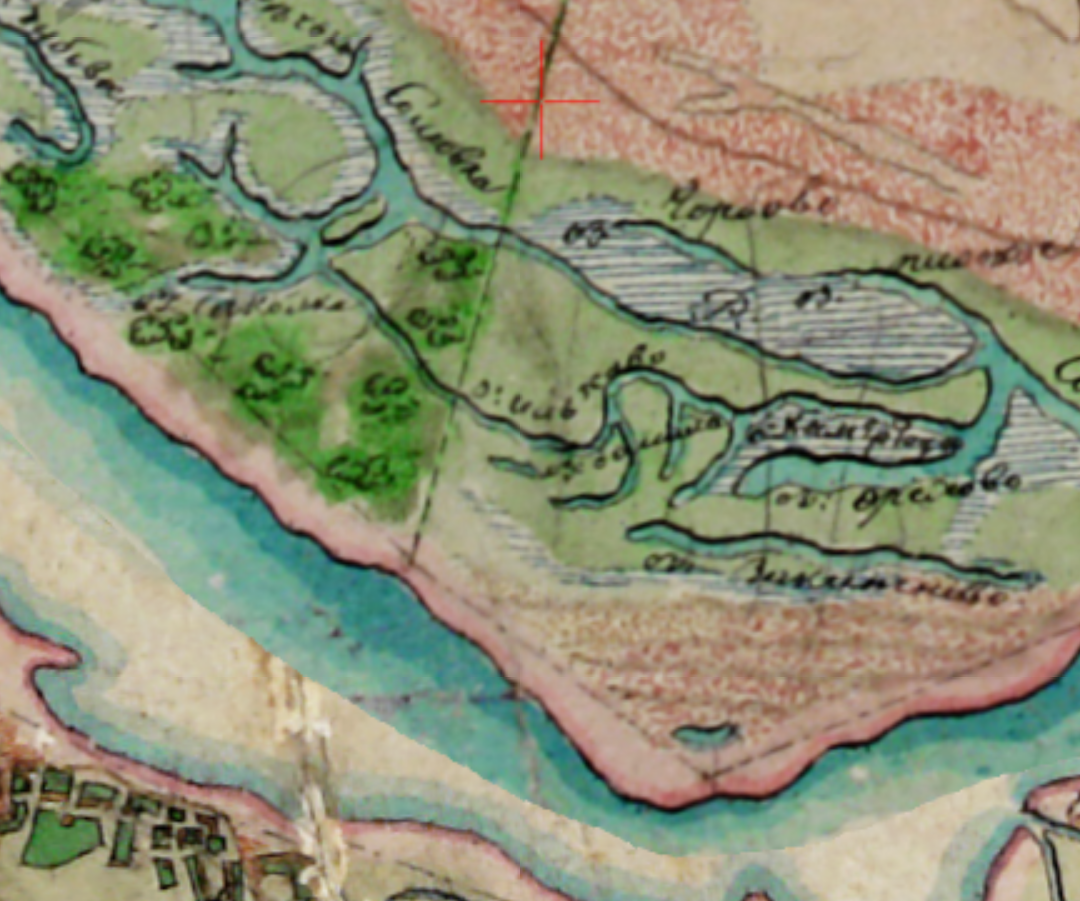
Річка Сокілка на мапі Катеринославської губернії 1821 року

Сокілка — історична річка  (нині низка озер  типу стариця, що з'єднує струмок) в Україні, протікала  на території лівобережної  частини Дніпровського району Дніпропетровської області. Притока  Сомівки.

## Опис
Починалась неподалік від Дніпра (лівий берег). Текла на північний схід, роблячи два вигини - меандри.  У середній течії  від річки відділявся рукав Ількове, що протікав  в східному напрямку, вбираючи в себе протоку котра витікала з озера Литвинівка, і впадав в озеро Горіхове.
На мапах 1853 і 1875 років Ількове показаний вже як окреме від Сокілки озеро .
В нижній течії Сокілка розбивалась на два рукави, що вливались в Сомівку, утворюючи острів у гирлі.

## Сокільський редут
У середині XVIII століття в долині річки, на її меандрі, існував один з 49 редутів Української лінії - Сокільський. Сокільський редут є таким що зберігся найкраще з - поміж інших редутових укріплень: вціліли  вали, що складають прямокутне укріплення та  земляна гребля шириною 4,5 метри, котра перегороджувала Сокілку. Також збереглась  дорога, котра веде від залишків редута через дамбу в бік Озера Сомівка та Миколаївки.
Неподалік від укріплення розташовувалась слобода Сокільський редут або Сокільна, що у 1750- 1760 - х роках нараховувала 32 , а у 1770-х - 47 дворів посполитих.  Слобода була заснована у 1739 році мешканцем Китайгорода Андрієм Гордиченком, який оселився там із родиною. Поселення входило до складу Самарської паланки.

## Цікавий факт
На березі Сокілки існують високі піщані дюни. Є версія про те що одна з них це Сокіл - Гора позначена Гійомом де Бопланом на його карті до книжки "Опис України".

## Озеро Сокілка
Зникнення Сокілки як річки безпосередньо пов'язане зі зникненням материнської ріки Сомівки, що розпалась на каскад озер внаслідок замулення пісковими відкладеннями та заростанням болотистою рослинністю. В теперішній час від річки Сокілки лишилась низка заболочених озерець з'єднаних між собою пересихаючим руслом струмка. Найбільшим з них є притерасне озеро - стариця Сокілка, що з'єднується з озером  Велика Хатка,  по якому проходить північна межа Дніпровсько - Орільського природного заповідника. 